# Volksabstimmung (Italien)
Die Verfassung der Italienischen Republik gestaltet diese als parlamentarische Demokratie, was bedeutet, dass das Volk seine Souveränität prinzipiell mittelbar über Volksvertreter (die Kammern sowie die regionalen Volksvertretungen) ausübt. Dieses Prinzip wird allerdings in bestimmten Bereichen durchbrochen; obwohl die Verfassungsgebende Versammlung insgesamt sehr sparsam mit den Instrumenten der direkten Demokratie umgegangen ist, hat sie dem Volk in bestimmten, als sehr sensibel erachteten Bereichen eine direkte Mitwirkung zugestanden.
In Italien gibt es diverse Arten des sogenannten „Referendums“. Daneben bestehen als weitere Instrumente die Gesetzesinitiative des Volkes sowie das Petitionsrecht an die Kammern.

## Abrogatives Referendum
Das „abrogative“ (aufhebende) Referendum (referendum abrogativo) kann zur gänzlichen oder teilweisen Aufhebung eines Gesetzes oder eines Aktes mit Gesetzeskraft führen. Es soll Ausnahmecharakter haben und die Gesetzgebung des Parlamentes ergänzen bzw. diese kontrollieren. Auch deshalb ist bezüglich einfacher Gesetze lediglich ein abschaffendes Referendum vorgesehen, und nicht etwa ein zustimmendes oder ein wiederholendes (Abstimmung über von den Kammern abgelehnte Gesetzesentwürfe). Gegenstand sollten prinzipiell Gesetzesbestimmungen mit tiefgreifender Bedeutung sein, welche nicht nur dem Parlament, sondern dem ganzen Volk anvertraut werden müssten. Das Rechtsinstitut ist in Art. 75 der Verfassung vorgesehen, welcher gleichzeitig die ausführenden Bestimmungen einem Gesetzesvorbehalt unterwirft. Abrogative Referenden werden erst seit den 1970er-Jahren abgehalten, da bis 1970 kein Ausführungsgesetz vorhanden war.
Gegenstand eines Referendums kann wie angesprochen jedwede Gesetzesbestimmung, oder auch nur Teile oder einzelne Wörter, sein. Besonders sensible und nicht dem (als labil und nicht genügend sachverständig erachteten) Volkswillen zu unterwerfende Materien sind hierbei ausgeklammert. Dies betrifft Steuer- und Haushaltsgesetze, Amnestien und Strafnachlässe oder internationale Verträge und alle Bestimmungen, welche in einem systematisch-logischen Zusammenhang mit den genannten Sachbereichen stehen.
Das abschaffende Referendum wird durch einen Antrag eingeleitet, welcher von 500.000 Wahlberechtigten (entspricht 1,0 Prozent) oder von fünf Regionalräten gestellt wird, welche ihn mit der absoluten Mehrheit ihrer Mitglieder zu beschließen haben. Es gelten hierbei strenge formale Voraussetzungen. Der Antrag hat mit den Worten „Wollt ihr, dass … abgeschafft wird“ zu beginnen. Der Antrag ist beim Zentralamt des Kassationsgerichtshofes zu hinterlegen; Die Deposition eines Antrages ist im letzten Jahr der (regulären) Legislaturperiode der Kammern sowie in den letzten sechs Monaten nach Ansetzung von Neuwahlen nicht möglich. Es soll hiermit vermieden werden, dass sich zwei Wahlanlässe und deren Kampagnen treffen; den Wahlen zu den Kammern wird hierbei der Vorzug gegeben, da sie wesentlich relevanter sind.
Das Kassationsgerichtshof prüft die Rechtmäßigkeit des Referendums, also die Einhaltung der Formerfordernisse und die nötige Anzahl an Stimmen. Wird die Bestimmung, welche Gegenstand des Referendums sein soll, vor dessen Abhaltung abgeschafft bzw. durch das Verfassungsgericht aufgehoben, hat er das Verfahren als beendet zu erklären. Die Anträge sind bis spätestens 30. September eines jeden Jahres zu hinterlegen; der Kassationsgerichtshof untersucht den Antrag bis zum 31. Oktober, wobei den Antragsstellern danach weitere Zeit eingeräumt wird bleiben, um eventuelle Ungereimtheiten nachzubessern. Am 15. Dezember erfolgt die endgültige Entscheidung.
Die nächste Ebene der Prüfung obliegt dem Verfassungsgerichtshof. Diesem obliegt die inhaltliche Prüfung: nicht nur offensichtlich unzulässige Referenda, welche die (oben angeführten) ausgeklammerten Sachbereiche zum Gegenstand haben, werden verworfen, sondern auch jene, welche eine Vielzahl an unterschiedlichen Themen betreffen und somit eine uneinheitliche Fragestellung bilden; weiterhin werden Referenda verworfen, welche zu widersprüchlichen Ergebnissen führen würden, weil andere Bestimmungen, die im selben Kontext zu sehen sind, aufrecht bleiben. Zusammengefasst werden nur Anträge zugelassen, welche klar, in sich stimmig, eindeutig und einfach strukturiert sind, da es nur bei diesen Fragestellungen Sinn ergibt, sie einer „Schwarz-oder-Weiß“-Abstimmung zu unterziehen. Dieses Urteil hat bis zum 10. Februar zu erfolgen. Im Falle eines positiven Urteils wird es vom Präsidenten der Republik mittels Dekret im Amtsblatt (Gazetta ufficiale) verkündet.
Referenda haben an einem Sonntag innerhalb 15. April und 15. Juni stattzufinden. Die zum Volksentscheid gebrachte Gesetzesbestimmung gilt dann als abgeschafft, wenn die Mehrheit dafür stimmt und mindestens 50 % der Stimmberechtigten (Beteiligungsquorum) an der Abstimmung teilgenommen haben. Der Präsident der Republik hat das Ergebnis im Amtsblatt zu veröffentlichen, wobei die Bestimmung am Tag nach Veröffentlichung ihre Wirkung verliert. Um dem Gesetzgeber eventuell benötigte Zeit für die Schließung entstandener Rechtslücken zu gewähren, kann auf Antrag des Fachministers, welcher durch Beschluss des Ministerrates bestätigt werden muss, die Verkündung des Ergebnisses um maximal sechzig Tage verschoben werden.
Der Verfassungsgerichtshof hat in seinen Urteilen die Rechtslage des abschaffenden Referendums präzisiert. Legt der Gesetzgeber Bestimmungen, welche vom Volk verworfen werden, neu auf, gelten diese zumeist als verfassungswidrig. Begründet wurde dies mit der ansonstigen Sinnlosigkeit einer Volksabstimmung.
Die häufige Verwendung dieses Referendums durch kleinere oppositionelle Gruppen, verbunden mit einem stetig sinkenden Beteiligungsquorum, führte zu Diskussionen, ob die Schwellen für einen Antrag nicht angehoben werden sollten. Dies könnte beispielsweise durch eine Erhöhung der Zahl der nötigen Unterschriften, eine Begrenzung der Referenda pro Jahr, eine Schonfrist für neu verkündete Gesetze etc. erfolgen.

## Konfirmatives Referendum
Die Verfassungsgebende Versammlung hat bezüglich der Änderung der Verfassung einen Kompromiss zwischen der Parlamentssouveränität (wie auf Bundesebene in Deutschland) und der obligatorischen Beteiligung des Volkes gefunden (wie in manchen deutschen Ländern, wie z. B. in Bayern). Prinzipiell kann das Parlament die Verfassung im Alleingang ändern (sollte es nicht die expliziten und impliziten Schranken verletzen). Nötig sind dafür zwei Lesungen und Abstimmungen in jeder Kammer, zwischen denen jeweils ein Zeitintervall von drei Monaten liegen muss. Im Zuge der zweiten Abstimmung muss der Verfassungsgesetzentwurf von mindestens zwei Dritteln der Mitglieder jeder Kammer gestützt werden. Das verabschiedete Verfassungsgesetz wird vom Präsidenten der Republik verkündet und tritt innerhalb der gesetzten Frist in Kraft.
Verabschieden die Kammern, oder auch nur eine davon, das Verfassungsgesetz lediglich mit der Mehrheit ihrer Mitglieder, wird die Verkündung des Gesetzes suspendiert. Es öffnet sich ein Zeitfenster von drei Monaten, innerhalb dessen ein Fünftel der Mitglieder einer Kammer, 500.000 Wähler (= 1,0 Prozent) oder fünf Regionalräte das Verfassungsgesetz zur Abstimmung stellen können. Dies wird als „konfirmatives“ (bestätigendes) Referendum (referendum confermativo) bezeichnet.
Das zur Abstimmung gebrachte Gesetz wird nur dann verkündet, wenn es die Zustimmung der Mehrheit aller gültig abgegebenen Stimmen erhalten hat. Dies soll verhindern, dass Verfassungsgesetze auf den Weg gebracht werden, welche nicht über eine breite Mehrheit in den Kammern verfügen und somit nicht ausreichend legitimiert sind. Verfassungsänderungen sind Schritte, welche tiefgreifende Auswirkungen auf das tägliche Leben jedes Bürgers haben können und deshalb gut bedacht und durch breiten Konsens gestützt werden sollten.

## Konsultatives Referendum / Volksbefragung bei Gebietsneugliederungen
Auch auf der Ebene der niederen Gebietskörperschaften sind Elemente der Bürgerbeteiligung vorgesehen. Ein „konsultatives“ (beratendes) Referendum  (referendum consultivo) nach Art. 132 der Verfassung muss im Falle von Gebietsneugliederungen erfolgen. Es heißt dazu: „Nach Anhörung der Regionalräte kann die Zusammenlegung bestehender oder die Bildung neuer Regionen verfügt werden, wobei jede neue Region eine Bevölkerung von mindestens einer Million Einwohner aufweisen muss. Eine solche Neugliederung kann dann erfolgen, wenn eine mindestens ein Drittel der betroffenen Bevölkerung vertretende Anzahl von Gemeinderäten dies verlangt und wenn der Antrag durch Volksabstimmung von der Mehrheit der betroffenen Bevölkerung angenommen wird. Die Ablösung einer Provinz oder einer Gemeinde von einer Region und ihre Angliederung an eine andere Region können – mit der durch Volksbefragung ausgedrückten Zustimmung der Mehrheit der Bevölkerungen der betroffenen Provinz bzw. Provinzen oder der betroffenen Gemeinde bzw. Gemeinden – auf Verlangen der betroffenen Provinzen und Gemeinden, nach Anhörung der Regionalräte, durch ein Gesetz der Republik zugelassen werden.“

## Regionale und lokale Ebene
Weitere Referenda sind auf regionaler und kommunaler Ebene vorgesehen. Diese werden durch Regional- bzw. Landesgesetz geregelt.

## Volksabstimmungen seit 1970
Die überwiegende Mehrheit der Referenda in Italien sind abrogative Referenda. Bei ihnen bedeutet eine Mehrheit von Ja-Stimmen, dass das entsprechende Gesetz aufgehoben worden ist.
| Datum               | Vorlage | Stimmberechtigte | Beteiligung (%)    | Ja-Stimmen (%)     | Nein-Stimmen (%)   |
| ------------------- | --- | ---------------- | ------------------ | ------------------ | ------------------ |
| 13. Mai 1974        | Aufhebung des Ehescheidungsgesetzes | 37.646.322       | 33.023.179 (87,71) | 13.157.558 (40,74) | 19.138.300 (59,26) |
| 12. Juni 1978       | Aufhebung des Gesetzes über öffentliche Ordnung | 41.248.657       | 33.489.688 (81,18) | 7.400.619 (23,53)  | 24.038.806 (76,47) |
| 12. Juni 1978       | Aufhebung der staatlichen Parteienfinanzierung | -                | 33.488.690 (81,18) | 13.691.900 (43,59) | 17.718.478 (56,41) |
| 18. Mai 1981        | Aufhebung des Gesetzes über dringliche Maßnahmen zum Schutze der demokratischen Ordnung und der öffentlichen Sicherheit | 43.154.682       | 34.257.197 (79,38) | 4.636.809 (14,87)  | 26.524.667 (85,13) |
| 18. Mai 1981        | Aufhebung des lebenslänglichen Zuchthauses | -                | 34.277.194 (79,42) | 7.114.719 (22,62)  | 24.330.954 (77,38) |
| 18. Mai 1981        | Aufhebung der Kompetenz der Polizeichefs und Präfekten, Waffenscheine auszustellen | -                | 34.275.376 (79,42) | 4.423.426 (14,07)  | 26.995.173 (85,93) |
| 18. Mai 1981        | Aufhebung der Beschränkungen bei der Abtreibung | -                | 34.270.200 (79,41) | 3.588.995 (11,58)  | 27.395.909 (88,42) |
| 18. Mai 1981        | Aufhebung fast aller zugelassenen Gründe für eine Abtreibung | -                | 34.277.119 (79,42) | 10.119.797 (31,99) | 21.505.323 (68,01) |
| 10. Juni 1985       | Aufhebung der dringlichen Maßnahmen für Gebühren, festgelegte Preise und Lebenshaltungskosten | 44.904.290       | 34.959.404 (77,85) | 15.460.855 (45,68) | 18.384.788 (54,32) |
| 9. November 1987    | Aufhebung der zivilrechtlichen Verantwortung der Gerichte bei vorsätzlichen Fehlurteilen | 45.870.931       | 29.866.249 (65,10) | 20.770.334 (79,92) | 5.126.021 (20,08)  |
| 9. November 1987    | Aufhebung der parlamentarischen Untersuchungskommission gegen Regierungsbeamte | -                | 29.862.670 (65,10) | 22.117.634 (85,04) | 3.890.111 (14,96)  |
| 9. November 1987    | Aufhebung der Standortwahl eines Atomkraftwerks durch den CIPE-Regierungsausschuss | -                | 29.862.376 (65,10) | 20.984.110 (80,57) | 5.059.819 (19,43)  |
| 9. November 1987    | Aufhebung der Staatsbeiträge an Gemeinden mit Atomkraftwerken oder Kohlezentralen | -                | 29.871.570 (65,12) | 20.618.624 (79,71) | 5.247.887 (20,29)  |
| 9. November 1987    | Aufhebung der ENEL-Beteiligung an Atomkraftwerken | -                | 29.855.604 (65,11) | 18.795.852 (71,85) | 7.361.666 (28,15)  |
| 18. Juni 1989       | Mandat für das Europaparlament, eine europäische Verfassung auszuarbeiten (konsultative Befragung) | 46.552.411       | 37.560.404 (80,68) | 29.158.656 (88,03) | 3.964.086 (11,97)  |
| 4. Juni 1990        | Aufhebung der Jagd auf jagdbare Tiere | 47.235.285       | 20.482.359 (43,36) | 17.790.070 (92,19) | 1.505.161 (7,81)   |
| 4. Juni 1990        | Aufhebung der Erlaubnis, bei Jagden Privatgrundstücke zu betreten | -                | 20.274.101 (42,92) | 17.899.910 (92,27) | 1.497.976 (7,73)   |
| 4. Juni 1990        | Aufhebung des Pestizideinsatzes in der Landwirtschaft | -                | 20.364.370 (43,11) | 18.287.687 (93,50) | 1.270.111 (6,50)   |
| 10. Juni 1991       | Aufhebung der vier Vorzugsstimmen bei der Wahl des Abgeordnetenhauses | 47.377.843       | 29.609.635 (62,49) | 26.896.979 (95,56) | 1.247.908 (4,44)   |
| 19. April 1993      | Aufhebung der kommunalen Zuständigkeit für den Umweltschutz | 47.946.896       | 36.845.706 (76,84) | 28.415.407 (82,57) | 5.997.236 (17,43)  |
| 19. April 1993      | Aufhebung der Strafbarkeit des Drogenkonsums | -                | 36.911.398 (76,98) | 19.255.915 (55,35) | 15.529.815 (44,65) |
| 19. April 1993      | Aufhebung der staatlichen Parteienfinanzierung | -                | 36.896.256 (76,95) | 31.225.867 (90,25) | 3.373.039 (9,75)   |
| 19. April 1993      | Aufhebung der Ernennung des Präsidenten und Vizepräsidenten der Sparkassen durch das Schatzamt | -                | 36.856.051 (76,86) | 31.046.262 (89,80) | 3.524.781 (10,20)  |
| 19. April 1993      | Aufhebung des Ministeriums für Staatsbeteiligungen | -                | 36.851.158 (76,85) | 31.234.897 (90,10) | 3.428.899 (9,90)   |
| 19. April 1993      | Aufhebung der Proporzwahl für den Senat | -                | 36.922.390 (77,00) | 28.936.747 (82,47) | 6.034.640 (17,53)  |
| 19. April 1993      | Aufhebung des Land- und Forstwirtschaftsministeriums | -                | 36.863.866 (76,88) | 24.325.394 (70,22) | 10.313.117 (29,78) |
| 19. April 1993      | Aufhebung des Ministeriums für Tourismus und Vergnügungen | -                | 36.863.866 (76,88) | 28.528.528 (82,28) | 6.143.898 (17,72)  |
| 11. Juni 1995       | Totale Aufhebung der Grenzen der Zusammensetzung der Betriebsräte | 48.458.754       | 27.730.224 (57,22) | 12.291.330 (49,97) | 12.305.693 (50,03) |
| 11. Juni 1995       | Teilweise Aufhebung der Grenzen der Zusammensetzung der Betriebsräte | -                | 27.702.339 (57,16) | 15.097.799 (62,14) | 9.197.799 (37,86)  |
| 11. Juni 1995       | Aufhebung der Kompetenz des Ministerpräsidenten, welche Gewerkschaften im öffentlichen Dienst repräsentativ sind | -                | 27.795.464 (57,35) | 15.676.385 (64,67) | 8.562.040 (35,33)  |
| 11. Juni 1995       | Aufhebung des Hausarrestes für Mafiosi außerhalb des Wohnortes | -                | 27.740.783 (57,24) | 15.373.288 (63,67) | 8.768.941 (36,33)  |
| 11. Juni 1995       | Aufhebung des Gesetzes, das nur Konzessionen an TV-Stationen erlaubt, die sich in Staatsbesitz befinden | -                | 27.807.196 (57,38) | 13.736.435 (54,89) | 11.286.527 (45,11) |
| 11. Juni 1995       | Aufhebung der Gemeindekompetenz zur Vergabe von Gewerbelizenzen | -                | 27.739.462 (57,24) | 8.741.584 (35,63)  | 15.792.453 (64,37) |
| 11. Juni 1995       | Aufhebung des Direktabzuges von Gewerkschaftsbeiträgen von Lohn oder Rente | -                | 27.753.466 (57,27) | 13.945.919 (56,24) | 10.850.793 (43,76) |
| 11. Juni 1995       | Aufhebung des doppelten Wahlganges für Gemeinden über 15000 Einwohner | -                | 27.814.402 (57,39) | 12.154.969 (49,39) | 12.452.250 (50,61) |
| 11. Juni 1995       | Aufhebung der Gemeinde- und Regionalkompetenzen über Ladenöffnungszeiten | -                | 27.788.647 (57,34) | 9.348.000 (37,39)  | 15.646.779 (62,61) |
| 11. Juni 1995       | Aufhebung des Gesetzes, das Privaten höchstens drei Fernsehsender erlaubt | -                | 28.133.946 (58,05) | 11.620.613 (43,07) | 15.357.997 (56,93) |
| 11. Juni 1995       | Aufhebung der Unterbrecherwerbung im Fernsehen | -                | 28.164.078 (58,11) | 11.985.670 (44,34) | 15.044.535 (55,66) |
| 11. Juni 1995       | Aufhebung der Möglichkeit von Werbeunternehmen, in mehr als drei Sendern tätig zu sein | -                | 28.139.312 (58,06) | 11.713.935 (43,58) | 15.161.934 (56,42) |
| 15. Juni 1997       | Aufhebung der Aktienmehrheit des Schatzamtes bei privatisierten Betrieben | 49.054.410       | 14.790.505 (30,15) | 9.539.459 (74,06)  | 3.340.893 (25,94)  |
| 15. Juni 1997       | Aufhebung der Zulassungsbeschränkungen zum Zivildienst | -                | 14.860.894 (30,29) | 9.561.009 (71,68)  | 3.775.660 (28,32)  |
| 15. Juni 1997       | Aufhebung der Erlaubnis, bei Jagden Privatgrundstücke zu betreten | -                | 14.817.553 (30,20) | 10.936.576 (80,90) | 2.581.753 (19,10)  |
| 15. Juni 1997       | Aufhebung der automatischen Beförderung der Beamten | -                | 14.791.735 (30,15) | 10.786.069 (83,55) | 2.123.452 (16,45)  |
| 15. Juni 1997       | Aufhebung des staatlichen Journalistenverbandes | -                | 14.735.975 (30,04) | 8.322.166 (65,51)  | 4.380.284 (34,49)  |
| 15. Juni 1997       | Aufhebung der außergerichtlichen Nebenbeschäftigung für Justizbeamte | -                | 14.812.238 (30,19) | 11.160.923 (85,58) | 1.879.923 (14,42)  |
| 15. Juni 1997       | Aufhebung des Landwirtschafts- und Fischereiministeriums | -                | 14.742.261 (30,05) | 8.589.746 (66,85)  | 4.258.863 (33,15)  |
| 18. April 1999      | Aufhebung der Wahl eines Viertels des Abgeordnetenhauses im Verhältniswahlrecht | 49.309.060       | 24.447.521 (49,58) | 21.161.866 (91,52) | 1.960.022 (8,48)   |
| 21. Mai 2000        | Aufhebung der Rückerstattung von Wahl- und Abstimmungskampfkosten | 49.067.694       | 15.796.834 (32,19) | 10.004.581 (71,06) | 4.073.688 (28,94)  |
| 21. Mai 2000        | Aufhebung der Wahl eines Viertels des Abgeordnetenhauses im Verhältniswahlrecht | -                | 15.918.748 (32,44) | 11.637.524 (82,01) | 2.551.963 (17,99)  |
| 21. Mai 2000        | Aufhebung der Listenwahl innerhalb des Consiglio Superiore della Magistratura | -                | 15.634.781 (31,86) | 9.125.465 (70,57)  | 3.805.250 (29,43)  |
| 21. Mai 2000        | Aufhebung der Möglichkeit des Karrierewechsels zwischen Anklage- und Gerichtskammern | -                | 15.681.225 (31,95) | 9.237.713 (69,00)  | 4.150.241 (31,00)  |
| 21. Mai 2000        | Aufhebung der Nebenerwerbstätigkeit für Beamte | -                | 15.696.528 (31,98) | 10.200.692 (75,21) | 3.360.487 (24,79)  |
| 21. Mai 2000        | Aufhebung der Beschränkung des Schutzes gegen ungerechtfertigte Entlassung auf Betriebe mit mehr als 15 Beschäftigte | -                | 15.953.385 (32,51) | 4.923.381 (33,36)  | 9.834.046 (66,64)  |
| 21. Mai 2000        | Aufhebung des automatischen Lohnabzugs für Gewerkschaften und Berufsverbände | -                | 15.800.947 (32,20) | 8.632.445 (61,82)  | 5.331.053 (38,18)  |
| 7. Oktober 2001     | Umfassende Regionalisierung (Verfassungsreferendum) | 49.462.222       | 16.843.420 (34,05) | 10.433.574 (64,20) | 5.816.527 (35,80)  |
| 16. Juni 2003       | Aufhebung der Beschränkung des Schutzes gegen ungerechtfertigte Entlassung auf Betriebe mit mehr als 15 Beschäftigte | 49.554.128       | 12.645.507 (25,51) | 10.572.538 (86,73) | 1.616.379 (13,27)  |
| 16. Juni 2003       | Aufhebung der Pflicht für Grundbesitzer, Wegerecht für Stromleitungen zu dulden | -                | 12.667.178 (25,56) | 10.430.181 (85,55) | 1.761.558 (14,45)  |
| 13. Juni 2005       | Aufhebung der Beschränkung der Forschung an Embryonen | 49.794.704       | 12.723.221 (25,55) | 10.764.600 (88,04) | 1.463.027 (11,96)  |
| 13. Juni 2005       | Aufhebung der Beschränkungen von Embryoeinpflanzungen | -                | 12.719.614 (25,54) | 10.837.827 (88,78) | 1.369.705 (11,22)  |
| 13. Juni 2005       | Aufhebung der Beschränkungen von Embryoeinpflanzungen und der Anerkennung des Embryos als Mitbeteiligtem | -                | 12.716.404 (25,54) | 10.674.849 (87,72) | 1.494.896 (12,28)  |
| 13. Juni 2005       | Aufhebung des Verbots der heterologen Befruchtungen | -                | 12.712.708 (25,52) | 9.406.370 (77,39)  | 2.746.782 (22,61)  |
| 25. – 26. Juni 2006 | Stärkung des Ministerpräsidenten; Einführung des konstruktiven Misstrauensvotums; Umwandlung des Senats in einen Bundesrat; weitgehende Föderalisierung (Verfassungsreferendum)                                                                                 | 47.160.264       | (52,30)            | 9.962.348 (38,70)  | 15.791.293 (61,30) |
| 22. Juni 2009       | Aufhebung von Listenverbindungen bei der Wahl der Abgeordnetenkammer | 50.221.071       | 11.708.247 (23,31) | 8.051.259 (77,63)  | 2.320.087 (22,37)  |
| 22. Juni 2009       | Aufhebung von Listenverbindungen bei der Wahl des Senats | -                | 11.706.803 (23,31) | 8.048.547 (77,68)  | 2.312.734 (22,32)  |
| 22. Juni 2009       | Aufhebung von Mehrfachkandidaturen bei der Wahl der Abgeordnetenkammer | -                | 11.973.196 (23,84) | 9.489.791 (87,00)  | 1.417.819 (13,00)  |
| 13. Juni 2011       | Aufhebung der rechtmäßigen Verhinderung des Ministerpräsidenten und der Minister am Erscheinen zur Strafverhandlung | -                | (54,78)            | (94,62)            | (5,38)             |
| 13. Juni 2011       | Aufhebung der Planung und des Baus neuer Atomkraftwerke | -                | (54,79)            | (94,05)            | (5,05)             |
| 13. Juni 2011       | Aufhebung von privatisiertem Gewinn aus der Wasserversorgung | -                | (54,82)            | (95,80)            | (4,20)             |
| 13. Juni 2011       | Aufhebung der Privatisierung der Wasserversorgung | -                | (54,81)            | (95,35)            | (4,65)             |
| 17. April 2016      | Aufhebung der küstennahen Ölförderung | 50.681.772       | 15.806.488 (31,19) | 13.334.607 (85,85) | 2.198.715 (14,15)  |
| 4. Dezember 2016    | Überwindung des paritätischen Zweikammersystems, Reduzierung der Zahl der Abgeordneten, Eindämmung der Kosten für das Funktionieren der Institutionen, Abschaffung des CNEL und Überarbeitung des 5. Titels des 2. Teils der Verfassung (Verfassungsreferendum) | 50.773.284       | 33.244.258 (65,47) | 13.431.10 (40,88)  | 19.421.003 (59,12) |

- grün – angenommen
- rosa – abgelehnt
- blau – am Beteiligungsquorum gescheitert
- gelb – anderes Referendum